# Gies Cosyns
Ghislain (Gies) Cosyns (Kwaremont, 31 december 1920 - Oudenaarde, 8 februari 1997) was een Belgische kunstschilder en politicus.

## Biografie
Cosyns werd onderwijzer, net als zijn vader, en leraar lichamelijke opvoeding. Maar hij ontdekt ook de schilderkunst en schildert landschappen van 1940 tot 1942 in de Kempen en van 1942 tot 1944 te Zulte aan de Leie onder invloed van de Latemse Scholen. In 1944, hij is er dan 24, verlaat hij het onderwijs en vestigt zich als beroepsschilder te Nederbrakel waarbij hij de landschappen van de Vlaamse Ardennen als thema kiest voor zijn werk. In 1950 vestigde hij zich voorgoed in Kwaremont in het huis "Uilennest", waar hij ook zijn atelier had.
In 1955 en 1956 maakte Cosyns deel uit van de kunstenaarsvereniging Kunstcentrum Ronse en stelde hij in Ronse werken tentoon.
Als lid van de Vlaams-nationalistische partij Volksunie engageerde hij zich in de lokale politiek en werd na de gemeenteraadsverkiezingen van 1964 burgemeester van Kwaremont.Hij bleef dit gedurende een legislatuur, tot 1970, want in 1971 werd Kwaremont een deelgemeente van de nieuwe fusiegemeente Kluisbergen. Cosyns was zo de laatste burgemeester van Kwaremont.
Bij de gemeenteraadsverkiezingen van 11 oktober 1970, voor de nieuwe fusiegemeente Kluisbergen, kwam hij op voor de kieslijst Radikale Vernieuwers maar die lijst haalde geen enkele verkozene. Voor de gemeenteraadsverkiezingen van 1976 kwam hij op voor de lijst 'Gemeentelijk Front' (een samengaan van liberalen, socialisten en Vlaams-nationalisten) en werd verkozen als gemeenteraadslid. Na drie jaar zegde hij, op de leeftijd van 60, de gemeentepolitiek vaarwel.

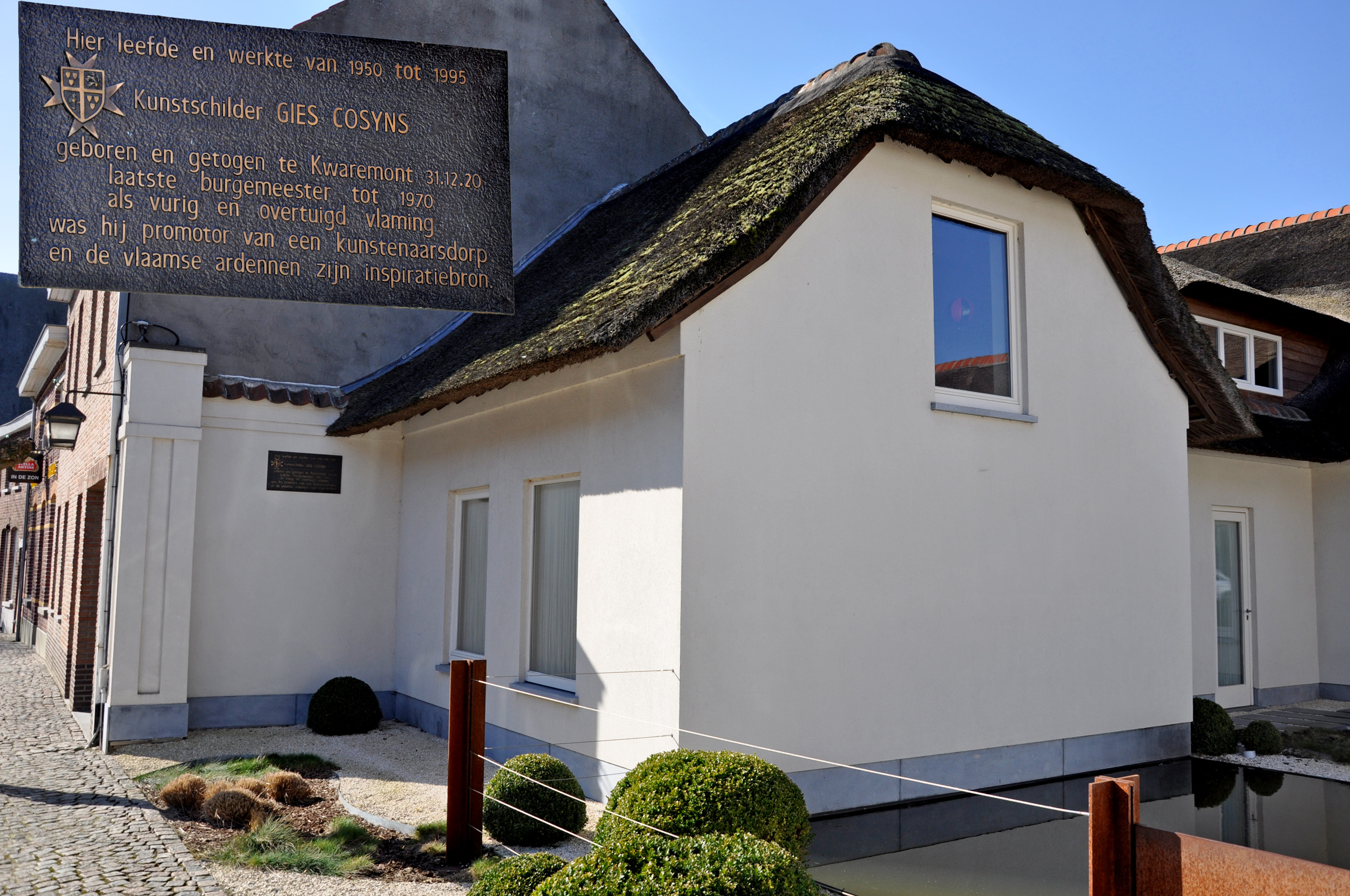
Vroegere woonhuis Gies Cosyns te Kwaremont

- Biografisch Portaal: 97844184
- International Standard Name Identifier: 0000 0000 2364 9014
- Library of Congress Control Number: n82107083
- RKD-Nederlands Instituut voor Kunstgeschiedenis: 18646
- Virtual International Authority File: 70279416
- WorldCat: E39PBJkhPfwrpFxvw9dBPvD8YP